# Вибија Сабина
Вибија Сабина (83 - 136/137), била је римска царица као супруга цара Хадријана. 

## Биографија
Родила се године 83. као кћер салонинима Матидије (нећаке будућег цара Трајана). Следеће године јој је отац умро, те је одведена у Трајанову кућу где ју је одгајала Трајанова супруга Помпеја Плотина. Године 100. се као млада девојка на Помпејин захтев удала за Хадријана, чиме се настојало да обезбеди Хадријаново наслеђивање престола. Брак је у политичком смислу испунио сврху, с обзиром да је Хадријан 117. постао цар, али, према наводима античких историчара, није био срећан. Део историчара спекулише како је Вибија била љубоморна на Хадријановог миљеника Антиноја, а постоје наводи да је сама варала мужа са дворјанима и робовима; цар и царица нису имали биолошке деце. Међутим, упркос томе Хадријан је године 128. Вибији дао титулу августа, а након њене и непосредно пре своју смрт ју је дао прогласити богињом. 